# Europese Challenge Tour 2013
De Europese Challenge Tour  bestaat in 2013 uit 28 golftoernooien. 

## Tourschema van 2013
| Van   | Tot   | Toernooi                                                        | Baan                                                                  | Winnaar            | Score | Score | Prijzengeld |
| ----- | ----- | --------------------------------------------------------------- | --------------------------------------------------------------------- | ------------------ | ----- | ----- | ----------- |
| 31-01 | 03-02 | The Gujarat Kensville Challenge                                 | Kensville G&CC, Ahmedabad                                             | Shiv Kapur         | 274   | -14   | €200,000    |
| 14-02 | 17-02 | The Barclays Kenya Open 2013                                    | Karen Country Club, Nairobi                                           | Jordi García Pinto | 272   | -12   | €195,000    |
| 24-04 | 27-04 | Challenge de Madrid                                             | El Encín Golf Hotel, Alcala de Henares                                | François Calmels   | 271   | -17   | €160,000    |
| 02-05 | 05-05 | Montecchia Golf Open presented by POLAROID                      | Golf Club della Montecchia Padova                                     | Brooks Koepka      | 261   | -23   | €160,000    |
| 16-05 | 19-05 | Madeira Islands Open                                            | Santo da Serra Golf Club Santo António da Serra                       | Peter Uihlein      | 273   | -15   | €600,000    |
| 23-05 | 26-05 | Telenet Trophy                                                  | Royal Waterloo Golf Club                                              | Daniel Gaunt       | 273   | -11   | €160,000    |
| 30-05 | 02-06 | Fred Olsen Challenge de España                                  | Tecina Golf, La Gomera Canarische Eilanden                            | Brooks Koepka      | 260   | -24   | €160,000    |
| 06-06 | 09-06 | D+D Real Czech Challenge Open                                   | Golf & Spa Kunetická Hora, Dříteč                                     | François Calmels   | 266   | -22   | €160,000    |
| 13-06 | 16-06 | Najeti Hotels et Golfs Open 1)                                  | Aa Saint-Omer Golf Club, Lumbres                                      | Simon Thornton po  | 279   | -5    | €500,000    |
| 20-06 | 23-06 | Scottish Hydro Challenge hosted by Macdonald Hotels and Resorts | Macdonald Spey Valley GC, Aviemore                                    | Brooks Koepka      | 266   | -18   | €220,000    |
| 27-06 | 30-06 | Kärnten Golf Open presented by Mazda                            | Jacques Lemans Golfclub St.Veit-Längsee St.Veit - Längsee, Oostenrijk | Dylan Frittelli    | 267   | -17   | €160,000    |
| 04-07 | 07-07 | Bad Griesbach Challenge Tour by Hartl Resort                    | Hartl Resort Bad Griesbach, Duitsland                                 | Andrea Pavan       | 269   | -19   | €170,000    |
| 11-07 | 14-07 | Swiss Challenge                                                 | Golf Sempachersee, Luzern                                             | Victor Riu         | 265   | -19   | €160,000    |
| 18-07 | 21-07 | Mugello Tuscany Open                                            | GC Poggio dei Medici Scarperia, Florence                              | Marco Crespi       | 267   | -17   | €160,000    |
| 25-07 | 28-07 | Le Vaudreuil Golf Challenge                                     | Golf PGA France du Vaudreuil Le Vaudreuil                             | Brinson Paolini po | 269   | -19   | €160,000    |
| 01-08 | 04-08 | Finnish Challenge                                               | Kytäjä Golf, Hyvinkää                                                 | Stuart Manley      | 267   | -21   | €170,000    |
| 08-08 | 11-08 | Norwegian Challenge                                             | Losby Golf & Country Club Finstadjordet, Oslo                         | Jens Fahrbring     | 269   | -19   | €175,000    |
| 15-08 | 18-8  | geen toernooi                                                   |                                                                       |                    |       |       |             |
| 21-08 | 24-08 | Rolex Trophy                                                    | Golf Club de Genève                                                   | Jens Dantorp       | 270   | -18   | €228,000    |
| 29-08 | 01-09 | Northern Ireland Open Challenge Presented By Clannah and XJET   | Galgorm Castle Golf Club & Estates Ballymena, County Antrim           | Daan Huizing       | 271   | -13   | €170,000    |
| 05-09 | 08-09 | Open Côtes d'Armor Bretagne                                     | Pléneuf Val André Pléneuf                                             | Andrea Pavan       | 269   | -11   | €160,000    |
| 12-09 | 15-09 | Kharkov Superior Cup                                            | Superior Golf & Spa Resort, Kharkov,Oekraïne                          | Daan Huizing       | 273   | -15   | €200,000    |
| 19-09 | 22-09 | Kazakhstan Open                                                 | Nurtau GC, Almaty                                                     | Johan Carlsson     | 270   | -18   | €400,000    |
| 26-09 | 29-09 | Open de Toulouse                                                | Golf de Toulouse-Seilh                                                | geannuleerd        |       |       | €160,000    |
| 17-10 | 20-10 | Foshan Open                                                     | China                                                                 | Nacho Elvira       | 274   | -14   | US$ 350.000 |
| 24-10 | 27-10 | National Bank of Oman Golf Classic                              | Almouj Golf, The Wave, Muscat                                         | Roope Kakko        | 274   | -14   | $300,000    |
| 30-10 | 02-11 | Challenge Tour Grand Final                                      | Al Badia Golf Club                                                    | Shiv Kapur         | 272   | -16   | €330,000    |

1) Toernooi telt ook mee voor de Europese Tour.
1990 ·
1991 ·
1992 ·
1993 ·
1994 ·
1995 ·
1996 ·
1997 ·
1998 ·
1999 ·
2000 ·
2001 ·
2002 ·
2003 ·
2004 ·
2005 ·
2006 ·
2007 ·
2008 ·
2009 ·
2010 ·
2011 ·
2012 ·
2013 ·
2014